# Seznam turških igralcev
Seznam turških igralcev.

## A
- Tarık Akan
- Devrim Özder Akın
- Güven Murat Akpınar
- Serap Aksoy
- Dilara Aksüyek
- Zeki Alasya (tudi režiser)
- Sadri Alışık
- Cüneyt Arkın
- Ulaş Tuna Astepe
- Erdoğan Atalay
- Aslı Atıl
- Necdet Mahfi Ayral

## B
- Salih Bademci
- Derya Baykal
- (Mert Baykal - filmski režiser)
- Selim Bayraktar
- (Orçun Behram - filmski režiser)
- Erdal Beşikçioğlu
- Esra Bilgiç
- İpek Bilgin
- Özge Borak

## C
- Deniz Çakır
- Erkan Can
- Nebahat Çehre
- Nuri Bilge Ceylan (filmski režiser)
- Caner Cindoruk

## D
- Nejla Demirci (režiserka)
- Özcan Deniz
- Büsra Develi
- Feyyaz Duman

## E
- Aslı Enver
- Nehir Erdoğan
- Selma Ergeç
- Halit Ergenç
- Ayça Erturan

## G
- Gamze Özçelik
- Tevfik Gelenbe
- Fatma Girik
- Amine Gülşe
- Mehmet Günsür
- Ozan Güven

## H
- Hülya Koçyiğit

## I
- Kadir Inanir
- Tomris İncer

## K
- Sahin K
- Gizem Karaca
- Feridun Karakaya
- Sennur Kaya
- Seray Kaya
- Eren Keskin

## L
- Tamer Levent

## N
- Özgü Namal
- Adile Naşit
- Can Nergis

## O
- Burhan Öçal
- Burak Özçivit
- Ece Özdikici
- Ozge Ozpirincci
- (Sırrı Süreyya Önder - filmski režiser)

## S
- Sıla Şahin
- Afra Saraçoğlu
- Serenay Sarikaya
- Şener Şen
- Seher Şeniz
- İsmet Sezgin
- Osman Sonant
- Kemal Sunal

## T
- İbrahim Tatlıses
- Cenk Torun
- Berrak Tüzünataç

## U
- Kaan Urgancıoğlu
- Meryem Uzerli
- Levent Üzümcü

## Y
- Can Yaman
- Neslihan Yeldan
- Bennu Yıldırımlar
- Leyla Yilmaz (režiserka)
- Kerem Yilmazer
- Uğur Yücel